# 代特瓦
代特瓦是斯洛伐克的城鎮，位於該國中部，由班斯卡-比斯特里察州負責管轄，面積68.09平方公里，海拔高度400米，2005年人口15,020，其中八成居民信奉羅馬天主教。

## 外部連結
- Official municipal website（页面存档备份，存于） （斯洛伐克文）
- Detva flag & coat of arms（页面存档备份，存于）